# Region Hannover

Logo der Region Hannover

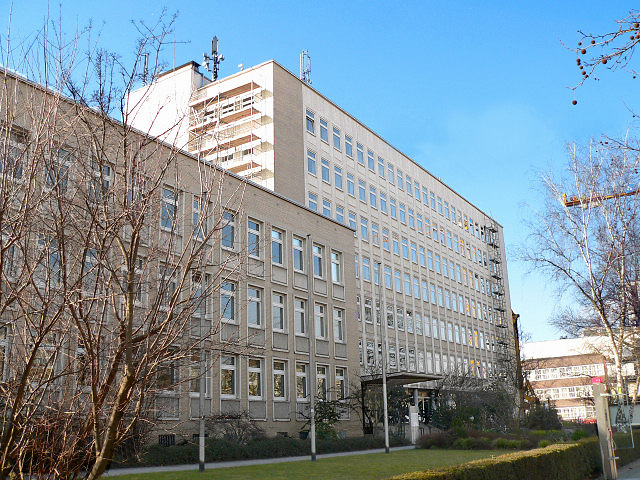
Haus der Region Hannover, früher Gebäude des Landkreises Hannover

Die Region Hannover ist ein Kommunalverband besonderer Art in Niedersachsen mit über 1,1 Millionen Einwohnern. Sie steht gemäß dem niedersächsischen Kommunalverfassungsgesetz auf der Ebene der Landkreise. Die bevölkerungsreichsten Städte der Region Hannover sind Hannover, Garbsen und Langenhagen, die flächengrößte Stadt ist Neustadt am Rübenberge (eine der flächengrößten Gemeinden Deutschlands). Die Region Hannover ist Teil der Metropolregion Hannover-Braunschweig-Göttingen-Wolfsburg.

## Geographie

### Lage
Die Region liegt im Übergangsgebiet der Landschaftsräume Lüneburger Heide und Mittelgebirge. Im Westen liegt das Steinhuder Meer als größter Binnensee Niedersachsens, umgeben von großflächigen Mooren. Im Südwesten das leicht hügelige Calenberger Land vor dem Übergang zu den Mittelgebirgen. Die Mittelgebirgsschwelle wird im Südwesten durch die Gebirgszüge Deister und Osterwald um die Städte Barsinghausen und Springe erreicht. Der Südosten hat Anteil an den fruchtbaren Ackerböden der Hildesheimer Börde. Im Zentrum der Region liegt Niedersachsens Landeshauptstadt Hannover mit über 530.000 Einwohnern. Landschaftsgeographisch gehört der nördliche Teil zur Hannoverschen Moorgeest, hier geht die Landschaft in die Südheide über mit großflächigen Waldgebieten (besonders Kiefern). Die Region Hannover liegt in der südlichen Mitte Niedersachsens. Höchste Erhebung in der Region ist der Bröhn (405 m ü. NN) im Deister.

### Nachbarkreise
| Nienburg/Weser | Heidekreis                                  | Celle   |
| Schaumburg     | Kompassrose, die auf Nachbargemeinden zeigt | Gifhorn |
| Hameln-Pyrmont | Hildesheim                                  | Peine   |

## Geschichte
Die Region Hannover wurde zum 1. November 2001 aus den Kommunen des bisherigen Landkreises Hannover und der bisher kreisfreien Stadt Hannover gebildet, zugleich wurden der Landkreis Hannover und der Kommunalverband Großraum Hannover aufgelöst. Die Region Hannover übernahm auch Aufgaben der damaligen Bezirksregierung Hannover. Die Stadt Hannover wurde in die Region Hannover eingegliedert, behielt jedoch ihren Rechtsstatus als kreisfreie Stadt, sofern im Gesetz über die Region Hannover oder aufgrund der Niedersächsischen Gemeindeordnung (NGO) nichts anderes bestimmt war. Die NGO wurde 2011 abgelöst durch das Niedersächsische Kommunalverfassungsgesetz. Nach dieser finden die Vorschriften über Landkreise entsprechende Anwendung auf die Region Hannover, soweit nicht ausdrücklich anderes geregelt ist.

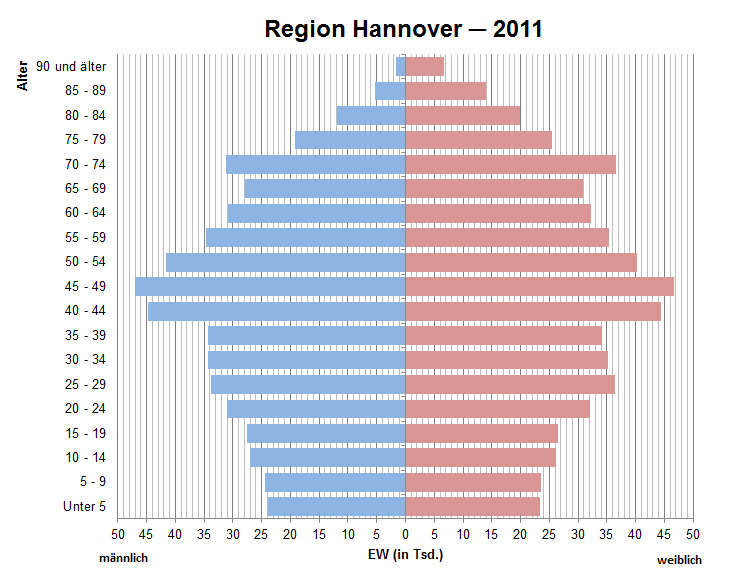
Bevölkerungspyramide für die Region Hannover (Datenquelle: Zensus 2011.)

### Einwohnerentwicklung
| Jahr | Einwohner |
| ---- | --------- |
| 2001 | 1.122.038 |
| 2005 | 1.128.543 |
| 2010 | 1.132.130 |
| 2015 | 1.144.481 |
| 2017 | 1.153.063 |
| 2018 | 1.157.624 |

### Konfessionsstatistik
2011 waren 48,0 % der Einwohner evangelisch, 13,4 % römisch-katholisch und 38,6 % konfessionslos, gehörten einer anderen Glaubensgemeinschaft an oder machten keine Angabe. Die Zahl der Protestanten und Katholiken ist seitdem gesunken und die Personen, die keiner öffentlich-rechtlichen Religionsgemeinschaft angehören, machen mit 58,4 % (Stand 31. Dezember 2022) eine absolute Mehrheit der Bevölkerung aus. Ende 2022 waren von den 1.197.383 Einwohnern der Region Hannover nur noch 30,1 % evangelisch (360.766), 10,7 % römisch-katholisch (126.553) und 59,2 % waren konfessionslos, gehörten einer anderen Glaubensgemeinschaft an oder machten keine Angabe.  Ende 2023 gehörten in der Region Hannover 42 % der Einwohner einer der großen Kirchen an.

## Politik

### Regionsversammlung
Die Regionsversammlung ist Vertretung und Hauptorgan der Region Hannover und besteht aus 85 Mitgliedern, darunter dem Regionspräsidenten, der früher für sieben, heute noch für fünf Jahre gewählt wird. Die übrigen 84 Mitglieder werden ebenfalls für fünf Jahre gewählt. Vorsitzende der Regionsversammlung ist seit 2021 Christina Schlicker (SPD). Die Regionsversammlung kann wie jede kommunale Vertretung in Niedersachsen Ausschüsse bilden. Die gewählten Mitglieder sind ehrenamtlich tätig. Die aktuelle Sitzverteilung:
- PARTEI: 1
- Linke: 1
- Tierschutz: 1
- SPD: 25
- Grüne: 18
- Piraten: 1
- Volt: 1
- BSW: 2
- FDP: 5
- FW: 1
- CDU: 22
- Basis: 1
- HAN: 1
- AfD: 4

Wahlergebnisse für die Regionsversammlung seit 2001
| Parteien und Wählergemeinschaften | Parteien und Wählergemeinschaften                                                             | 2021    | 2021   | 2016    | 2016   | 2011    | 2011   | 2006    | 2006   | 2001    | 2001   |
| Parteien und Wählergemeinschaften | Parteien und Wählergemeinschaften                                                             | Prozent | Sitze  | Prozent | Sitze  | Prozent | Sitze  | Prozent | Sitze  | Prozent | Sitze  |
| --------------------------------- | --------------------------------------------------------------------------------------------- | ------- | ------ | ------- | ------ | ------- | ------ | ------- | ------ | ------- | ------ |
| SPD                               | Sozialdemokratische Partei Deutschlands                                                       | 29,9    | 25     | 32,3    | 26     | 36,4    | 31     | 39,7    | 33     | 42,4    | 37     |
| CDU                               | Christlich Demokratische Union Deutschlands                                                   | 26,2    | 22     | 29,0    | 24     | 31,0    | 26     | 35,2    | 30     | 36,2    | 31     |
| Grüne                             | Bündnis 90/Die Grünen                                                                         | 21,3    | 18     | 13,6    | 12     | 19,0    | 16     | 10,9    | 9      | 9,1     | 8      |
| FDP                               | Freie Demokratische Partei                                                                    | 6,5     | 5      | 5,4     | 5      | 3,1     | 3      | 7,3     | 6      | 6,3     | 5      |
| AfD                               | Alternative für Deutschland                                                                   | 5,1     | 4      | 10,1    | 9      | –       | –      | –       | –      | –       | –      |
| Linke                             | Die Linke                                                                                     | 3,6     | 3      | 4,8     | 4      | 2,5     | 3      | –       | –      | 1,4     | 1      |
| Tierschutz                        | Partei Mensch Umwelt Tierschutz                                                               | 1,7     | 1      | –       | –      | –       | –      | –       | –      | –       | –      |
| PARTEI                            | Partei für Arbeit, Rechtsstaat, Tierschutz, Elitenförderung und basisdemokratische Initiative | 1,6     | 1      | 0,9     | 1      | –       | –      | –       | –      | –       | –      |
| Basis                             | Basisdemokratische Partei Deutschland                                                         | 1,0     | 1      | –       | –      | –       | –      | –       | –      | –       | –      |
| Piraten                           | Piratenpartei Deutschland                                                                     | 0,9     | 1      | 1,6     | 1      | 3,0     | 2      | –       | –      | –       | –      |
| HAN                               | Die Hannoveraner                                                                              | 0,8     | 1      | 1,9     | 2      | 2,7     | 2      | –       | –      | –       | –      |
| FW                                | Freie Wähler                                                                                  | 0,8     | 1      | –       | –      | –       | –      | –       | –      | –       | –      |
| Volt                              | Volt Deutschland                                                                              | 0,6     | 1      | –       | –      | –       | –      | –       | –      | –       | –      |
| BF                                | BürgerForum                                                                                   | –       | –      | –       | –      | 1,1     | 1      | 1,1     | 1      | –       | –      |
| BSG                               | Bündnis für Soziale Gerechtigkeit                                                             | –       | –      | –       | –      | 0,6     | 0      | 0,7     | 1      | –       | –      |
| REP                               | Die Republikaner                                                                              | –       | –      | –       | –      | –       | –      | 1,5     | 1      | 1,4     | 1      |
| Sonstige                          |                                                                                               | 0,2     | 0      | 1,5     | 0      | 1,6     | 0      | 3,8     | 3      | 3,1     | 1      |
| Gesamt                            | Gesamt                                                                                        | 100 %   | 84     | 100 %   | 84     | 100 %   | 84     | 100 %   | 84     | 100 %   | 84     |
| Wahlbeteiligung                   | Wahlbeteiligung                                                                               | 54,7 %  | 54,7 % | 54,6 %  | 54,6 % | 49,7 %  | 49,7 % | 47,0 %  | 47,0 % | 52,3 %  | 52,3 % |

### Regionsausschuss
Der Regionsausschuss ist neben der Regionsversammlung das zweite Organ der Region Hannover mit eigenen Zuständigkeiten. Er bereitet unter anderem die Beschlüsse der Regionsversammlung vor. Unter dem Vorsitz des Regionspräsidenten sind die drei Stellvertreter des Regionspräsidenten, die Vorsitzende der Regionsversammlung und Sechs weitere Abgeordnete der Versammlung als Beigeordnete sowie beratend die Regionsräte (Dezernenten) Mitglied im Ausschuss. Fraktionen und Gruppen ohne stimmberechtigtes Mitglied können einen Abgeordneten  mit beratender Stimme entsenden. Der Ausschuss tagt in nicht öffentlichen Sitzungen.

### Regionspräsidenten
Der erste Regionspräsident war 2001 Michael Arndt. Seit 2021 ist Steffen Krach Regionspräsident. Der Regionspräsident hat drei ehrenamtliche Stellvertreter (stellvertretende Regionspräsidenten), die repräsentative Termine wahrnehmen. Dies sind derzeit Petra Rudszuck (SPD) als erste Vertretung, Ute Lamla (Bündnis 90/Die Grünen) und Michaela Michalowitz (CDU). 
Die Amtszeiten der Regionspräsidenten zeigt auch nebenstehende Zeitleiste.
- Michael Arndt (SPD, 2001–2006)
- Hauke Jagau (SPD, 2006–2021)
- Steffen Krach (seit 2021)

Der derzeitige Regionspräsident Steffen Krach erhielt bei der Kommunalwahl 2021 am 12. September 2021 mit 37,10 % die meisten gültigen Stimmen und zog damit in die Stichwahl am 26. September 2021 ein. Dort erhielt er 63,91 % der gültigen Stimmen und war somit zum neuen Regionspräsidenten gewählt. Insgesamt konnte sich Steffen Krach damit gegen sieben Mitbewerberinnen und -bewerber durchsetzen.

### Verwaltung
Die Verwaltung gliedert sich in den Geschäftsbereich des Regionspräsidenten (Dezernat R) und fünf Dezernate. Den Dezernaten sind Fachbereiche, Servicebereiche und Stabsstellen zugeordnet. In der Verwaltung arbeiten mehr als 2000 Mitarbeiter. Allgemeiner Vertreter des Regionspräsidenten in der Verwaltung ist die oder der Erste Regionsrat/Regionsrätin, seit 2023 Jens Palandt (Bündnis 90/Die Grünen). Der Regionspräsident wird nach B 9 besoldet (plus 27 % Zulage nach B 10), der Erste Regionsrat nach B 8, die weiteren Regionsräte (Dezernenten) nach B 7.
- Dezernat Regionspräsident Steffen Krach (SPD); seit 2021
- Dezernat I: Öffentliche Sicherheit, Zuwanderung, Gesundheit und Verbraucherschutz (Regionsrätin Christine Karasch; seit 2022)
- Dezernat II: Soziales, Teilhabe, Familie und Jugend (Regionsrätin Andrea Hanke; seit 2018)
- Dezernat III: Umwelt, Klima Planung und Bauen (Erster Regionsrat Jens Palandt; Allgemeiner Vertreter des Regionspräsident in der Verwaltung; seit 2023)
- Dezernat IV: Wirtschaft, Verkehr und Bildung (Regionsrat Ulf-Birger Franz; seit 2010)
- Dezernat V: Finanzen, Gebäude und Verwaltungsentwicklung (Regionsrätin Cordula Drautz; seit 2020)

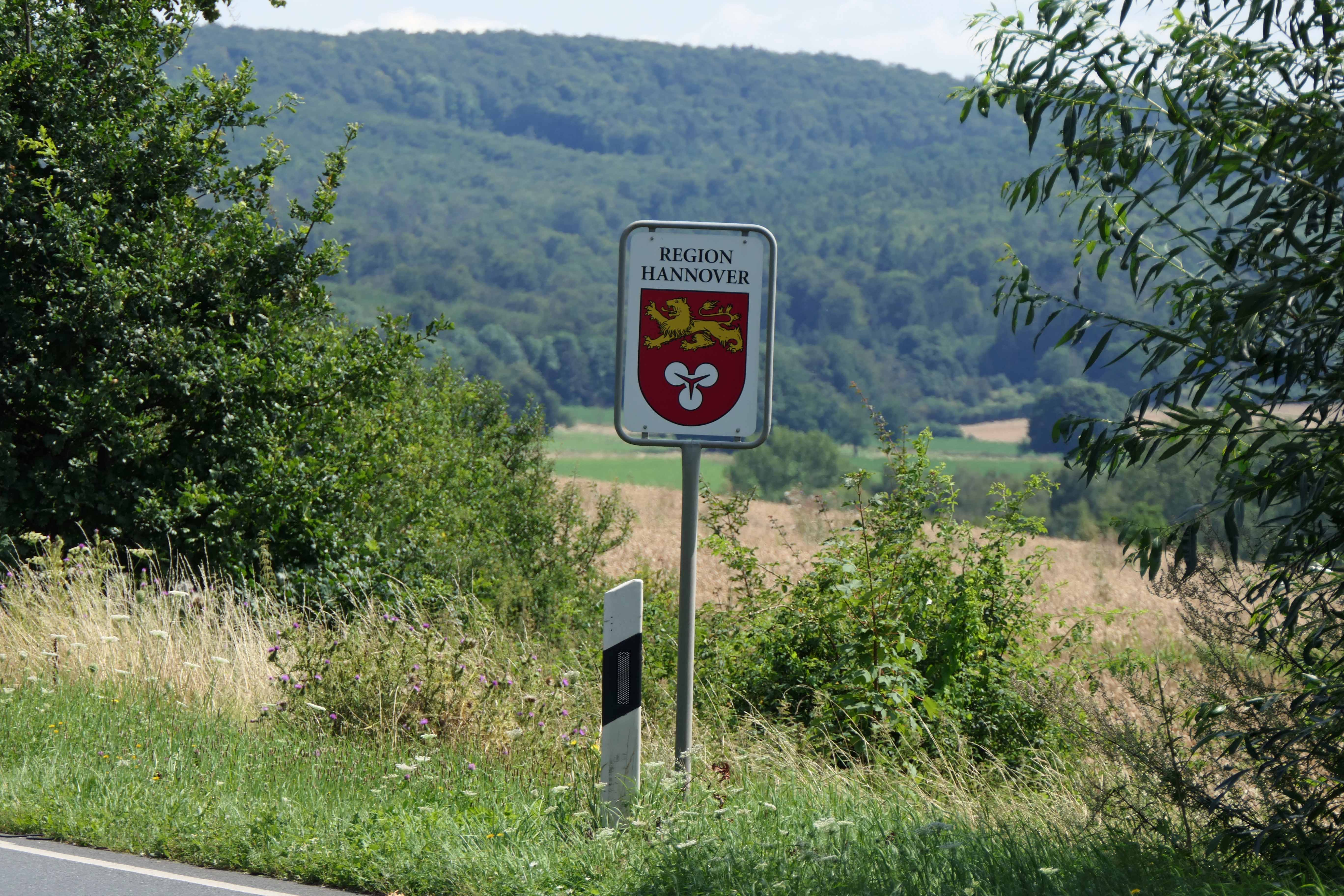
Kreisgrenze Region Hannover unweit der Deisterpforte

### Wappen
| Wappen von Region Hannover | Blasonierung: „Im roten Schild oben ein nach rechts gewendeter, schreitender goldener Löwe, unten ein mit der Spitze nach unten gekehrtes silbernes Kleeblatt mit roten Blattrippen.“ |
| Wappen von Region Hannover | |

### Partnerschaften
Die Region Hannover unterhält Partnerschaften mit folgenden Regionen:
- Region Unter-Galiläa (Israel)
- Landkreis Posen (Polen)
- Landkreis München (Deutschland)

## Wirtschaft und Infrastruktur
Im Jahr 2016 betrug das Bruttoinlandsprodukt der Region 49,578 Milliarden € und belegte damit Rang 7 in der Rangliste der deutschen Städte nach Wirtschaftsleistung. Das BIP pro Kopf lag im selben Jahr bei 43.240 € pro Kopf (Niedersachsen: 34.812 €, Deutschland 38.180 €). In der Region Hannover waren 2016 ca. 691.700 Personen beschäftigt. Die Arbeitslosenquote lag im Dezember 2018 bei 6,2 % und damit über dem Niedersächsischen Durchschnitt von 5,0 %.
Im Zukunftsatlas 2016 belegte die Region Hannover Platz 82 von 402 Landkreisen, Kommunalverbänden und kreisfreien Städten in Deutschland und zählt damit zu den Regionen mit „hohen Zukunftschancen“. In der Ausgabe von 2019 lag sie auf Platz 83 von 401.
In der Region Hannover haben verschiedene große Firmen ihren Haupt- oder Deutschlandsitz wie Swiss Life Select (ehemals AWD), Bahlsen, Continental, Deutsche Messe AG, Heinz von Heiden GmbH Massivhäuser, Komatsu Hanomag, Kaufmännische Krankenkasse – KKH, Kind Hörgeräte, Konica Minolta, Norddeutsche Landesbank, Ricoh, Rossmann, Sennheiser, Talanx, TUI, Johnson Controls (ehemals Varta AG) und Volkswagen Nutzfahrzeuge. In Trägerschaft der Region befindet sich der Krankenhausverbund Klinikum Region Hannover.

### Verkehr
In Hannover kreuzen sich bedeutende Verkehrsachsen der Nord-Süd-Richtung mit denen der Ost-West-Richtung. Am Autobahnkreuz Hannover-Ost treffen die Bundesautobahnen A 2 (Europastraße E 30) und die A 7 (E 45) aufeinander. Weiter liegen im Einzugsbereich die Autobahnen A 37 und A 352 sowie die Bundesstraßen B 3, B 6, B 65, B 217, B 441, B 442, B 443 und die B 522.
Der Hauptbahnhof Hannover verknüpft unter anderem die Bahnstrecken Bremen/Hamburg–Kassel und Hamm–Berlin. Der Mittellandkanal und der Stichkanal Hannover-Linden verbinden Hannover für die Binnenschifffahrt über weitere Kanäle mit dem Ruhrgebiet, Hamburg und Berlin. Über den Flughafen Hannover in Langenhagen bestehen Flugverbindungen zum internationalen Drehkreuz Frankfurt sowie zu anderen nationalen und internationalen Zielen im Linien- und Tourismusverkehr.
Im Nahverkehr verfügt die Region Hannover mit dem Großraum-Verkehr Hannover über einen traditionsreichen Verkehrsverbund, der unter anderem die S-Bahn Hannover und die Stadtbahn Hannover umfasst.

### Bildungseinrichtungen
Die Region Hannover ist Träger der öffentlichen Berufsbildenden Schulen, von denen sich zwölf in der Stadt Hannover und jeweils eine in Burgdorf, Neustadt und Springe befinden. Außerdem ist die Region Träger der öffentlichen Förderschulen.

## Städte und Gemeinden
(Einwohner am 31. Dezember 2024)
Es handelt sich bei allen Städten und Gemeinden in der Region Hannover um Einheitsgemeinden. Bis auf Burgwedel, Gehrden, Hemmingen, Pattensen und Wennigsen (Deister) haben sie die kommunalrechtliche Stellung selbständiger Gemeinden.
| 1. Barsinghausen, Stadt (33.941) 2. Burgdorf, Stadt (31.051) 3. Burgwedel, Stadt (20.379) 4. Garbsen, Stadt (59.903) 5. Gehrden, Stadt (15.301) 6. Hannover, Verwaltungssitz der Region und Landeshauptstadt, Stadt (522.131) 7. Hemmingen, Stadt (18.932) 8. Isernhagen (24.074) 9. Laatzen, Stadt (41.838) 10. Langenhagen, Stadt (54.142) | 1. Lehrte, Stadt (44.255) 2. Neustadt am Rübenberge, Stadt (44.668) 3. Pattensen, Stadt (14.666) 4. Ronnenberg, Stadt (23.814) 5. Seelze, Stadt (34.364) 6. Sehnde, Stadt (23.431) 7. Springe, Stadt (28.669) 8. Uetze (20.064) 9. Wedemark (29.803) 10. Wennigsen (Deister) (14.251) 11. Wunstorf, Stadt (41.211) |  |

## Schutzgebiete
in der Region befinden sich neben Landschaftsschutzgebieten und Naturdenkmalen 37 ausgewiesene Naturschutzgebiete (Stand Februar 2017).
Siehe auch:
- Liste der Naturschutzgebiete in der Region Hannover
- Liste der Landschaftsschutzgebiete in der Region Hannover
- Liste der Naturdenkmale in der Region Hannover
- Liste der geschützten Landschaftsbestandteile in der Region Hannover

## Kfz-Kennzeichen
Am 1. Juli 1956 wurde dem Landkreis und der kreisfreien Stadt Hannover bei der Einführung der bis heute gültigen Kfz-Kennzeichen das Unterscheidungszeichen H zugewiesen. Es wird in der Region Hannover durchgängig bis heute ausgegeben.
Die früheren Unterscheidungskennzeichen NRÜ (Altkreis Neustadt am Rübenberge), SPR (Altkreis Springe) und BU (Altkreis Burgdorf) wurden bisher nicht wiedereingeführt.